# Lesparrou
Lesparrou (L'Esparron en occitan languedocien) est une commune française, située dans l'est du département de l'Ariège en région Occitanie. Sur le plan historique et culturel, la commune fait partie du pays d'Olmes, haut lieu de la tragédie cathare alliant des paysages d'une extrême diversité.
Exposée à un climat océanique altéré, elle est drainée par l'Hers-Vif, le Riveillou et par divers autres petits cours d'eau. La commune possède un patrimoine naturel remarquable : un site Natura 2000 (« Garonne, Ariège, Hers, Salat, Pique et Neste »), un espace protégé (« Engauly - Lesparrou ») et six zones naturelles d'intérêt écologique, faunistique et floristique.
Lesparrou est une commune rurale qui compte 233 habitants en 2022, après avoir connu un pic de population de 763 habitants en 1841. Elle fait partie de l'aire d'attraction de Lavelanet. Ses habitants sont appelés les Esparronois ou Esparronoises.

## Géographie

### Localisation
1. Carte dynamique
2. Carte Openstreetmap
3. Carte topographique
4. Carte avec les communes environnantes

La commune de Lesparrou se trouve dans le département de l'Ariège, en région Occitanie.
La commune se situe à l'est du département de l'Ariège, dans la bordure des Pyrénées ariégeoises. Elle est limitrophe du département de l'Aude.
Sur le plan historique et culturel, Lesparrou fait partie du pays d'Olmes, haut lieu de la tragédie cathare alliant des paysages d'une extrême diversité.
Elle se situe à 25 km à vol d'oiseau de Foix, préfecture du département, à 32 km de Pamiers, sous-préfecture, et à 5 km de Lavelanet, bureau centralisateur du canton du Pays d'Olmes dont dépend la commune depuis 2015 pour les élections départementales.
La commune fait en outre partie du bassin de vie de Lavelanet.
Les communes les plus proches sont : 
L'Aiguillon (1,5 km), La Bastide-sur-l'Hers (2,8 km), Saint-Jean-d'Aigues-Vives (2,9 km), Le Peyrat (3,2 km), Bélesta (3,9 km), Dreuilhe (4,1 km), Bénaix (4,5 km), Lavelanet (4,5 km).
Le village est à environ 900 km de Paris, 105 km de la Méditerranée, 300 km de l'Atlantique, 30 km de Foix (chef-lieu du département) et 8 km de Lavelanet (chef-lieu du canton).

### Communes limitrophes
Les communes limitrophes sont L'Aiguillon, La Bastide-sur-l'Hers, Bélesta, Dreuilhe, Le Peyrat, Rivel et Sainte-Colombe-sur-l'Hers.
| La Bastide-sur-l'Hers                          | Le Peyrat   | Sainte-Colombe-sur-l'Hers (Aude) |
| Dreuilhe                                       | Lesparrou   | Rivel (Aude)                     |
| Saint-Jean-d'Aigues-Vives (par un quadripoint) | L'Aiguillon | Bélesta                          |

### Géologie et relief
La commune est située dans le Bassin aquitain, le deuxième plus grand bassin sédimentaire de la France après le Bassin parisien. Les terrains affleurants sur le territoire communal sont constitués de roches sédimentaires datant pour certaines du Cénozoïque, l'ère géologique la plus récente sur l'échelle des temps géologiques, débutant il y a 66 millions d'années, et pour d'autres du Mésozoïque, anciennement appelé Ère secondaire, qui s'étend de −252,2 à −66,0 Ma. La structure détaillée des couches affleurantes est décrite dans la feuille « n°1076 - Lavelanet » de la carte géologique harmonisée au 1/50 000ème du département de l'Ariège, et sa notice associée.
La superficie cadastrale de la commune publiée par l’Insee, qui sert de références dans toutes les statistiques, est de 16,09 km2,. La superficie géographique, issue de la BD Topo, composante du Référentiel à grande échelle produit par l'IGN, est quant à elle de 16,43 km2. Son relief est relativement accidenté puisque la dénivelée maximale atteint 321 mètres. L'altitude du territoire varie entre 440 m et 761 m.

### Hydrographie

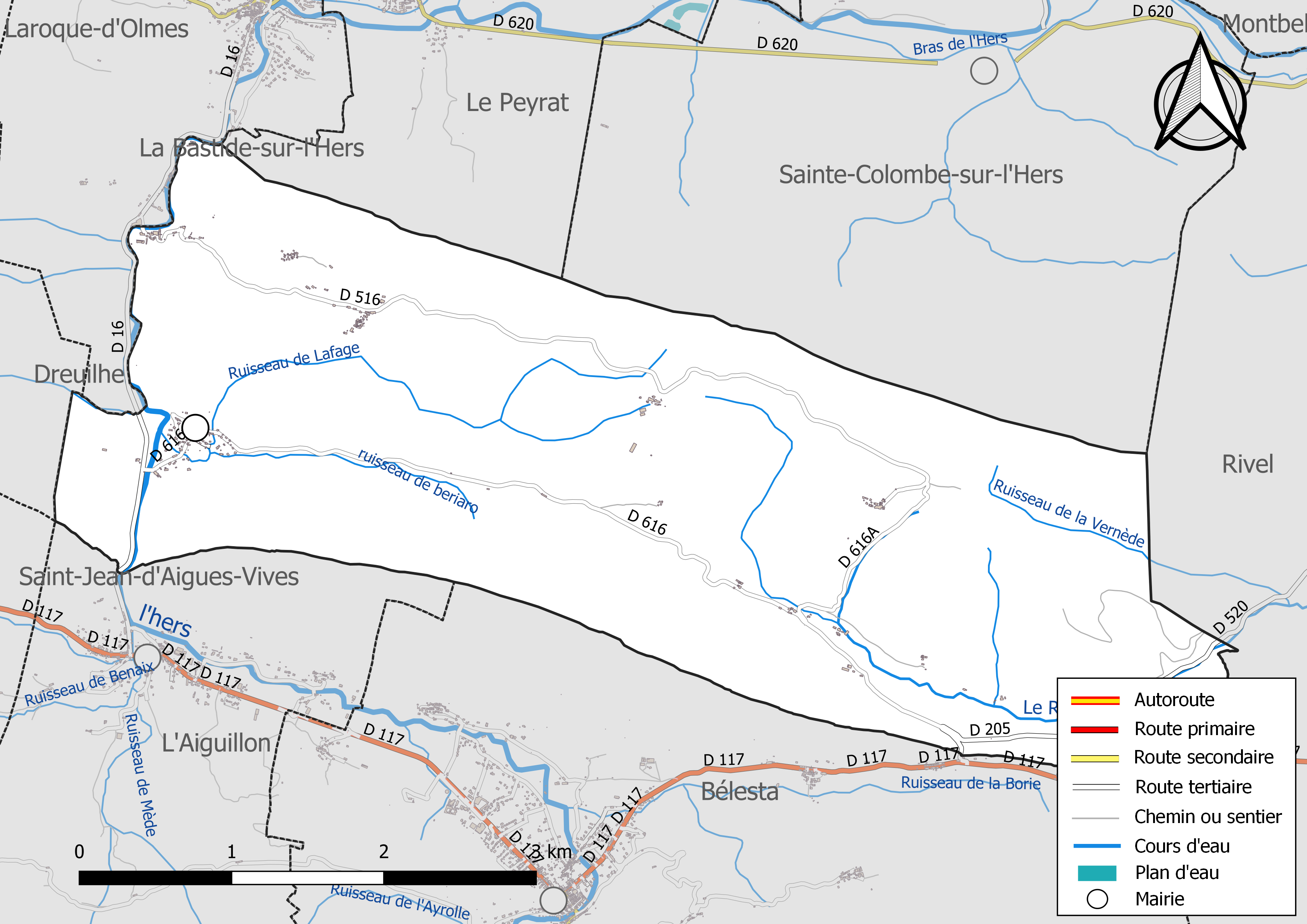
Réseaux hydrographique et routier de Lesparrou.

La commune est dans le bassin versant de la Garonne, au sein du bassin hydrographique Adour-Garonne. Elle est drainée par l'Hers-Vif, le Riveillou, le ruisseau de beriaro, le ruisseau de Lafage, le ruisseau de la Vernède, le ruisseau des Ecrevisses et par divers petits cours d'eau, constituant un réseau hydrographique de 18 km de longueur totale,.
L'Hers-Vif, d'une longueur totale de 134,9 km, prend sa source dans la commune de Prades et s'écoule du sud vers le nord. Il traverse la commune et se jette dans l'Ariège à Cintegabelle, après avoir traversé 41 communes.

### Climat
Pour des articles plus généraux, voir Climat de l'Occitanie et Climat de l'Ariège.
En 2010, le climat de la commune est de type climat océanique altéré, selon une étude s'appuyant sur une série de données couvrant la période 1971-2000. En 2020, Météo-France publie une typologie des climats de la France métropolitaine dans laquelle la commune est exposée à un climat de montagne et est dans une zone de transition entre les régions climatiques « Pyrénées orientales » et « Pyrénées centrales ».
Pour la période 1971-2000, la température annuelle moyenne est de 12,2 °C, avec une amplitude thermique annuelle de 15,4 °C. Le cumul annuel moyen de précipitations est de 930 mm, avec 9,7 jours de précipitations en janvier et 5,9 jours en juillet. Pour la période 1991-2020, la température moyenne annuelle observée sur la station météorologique la plus proche, située sur la commune de Léran à 6 km à vol d'oiseau, est de 12,5 °C et le cumul annuel moyen de précipitations est de 810,2 mm,. Pour l'avenir, les paramètres climatiques de la commune estimés pour 2050 selon différents scénarios d'émission de gaz à effet de serre sont consultables sur un site dédié publié par Météo-France en novembre 2022.

### Milieux naturels et biodiversité

#### Espaces protégés
La protection réglementaire est le mode d’intervention le plus fort pour préserver des espaces naturels remarquables et leur biodiversité associée,.
Un  espace protégé est présent sur la commune : 
« Engauly - Lesparrou », un terrain acquis (ou assimilé) par un conservatoire d'espaces naturels, d'une superficie de 10,3 ha.

#### Réseau Natura 2000

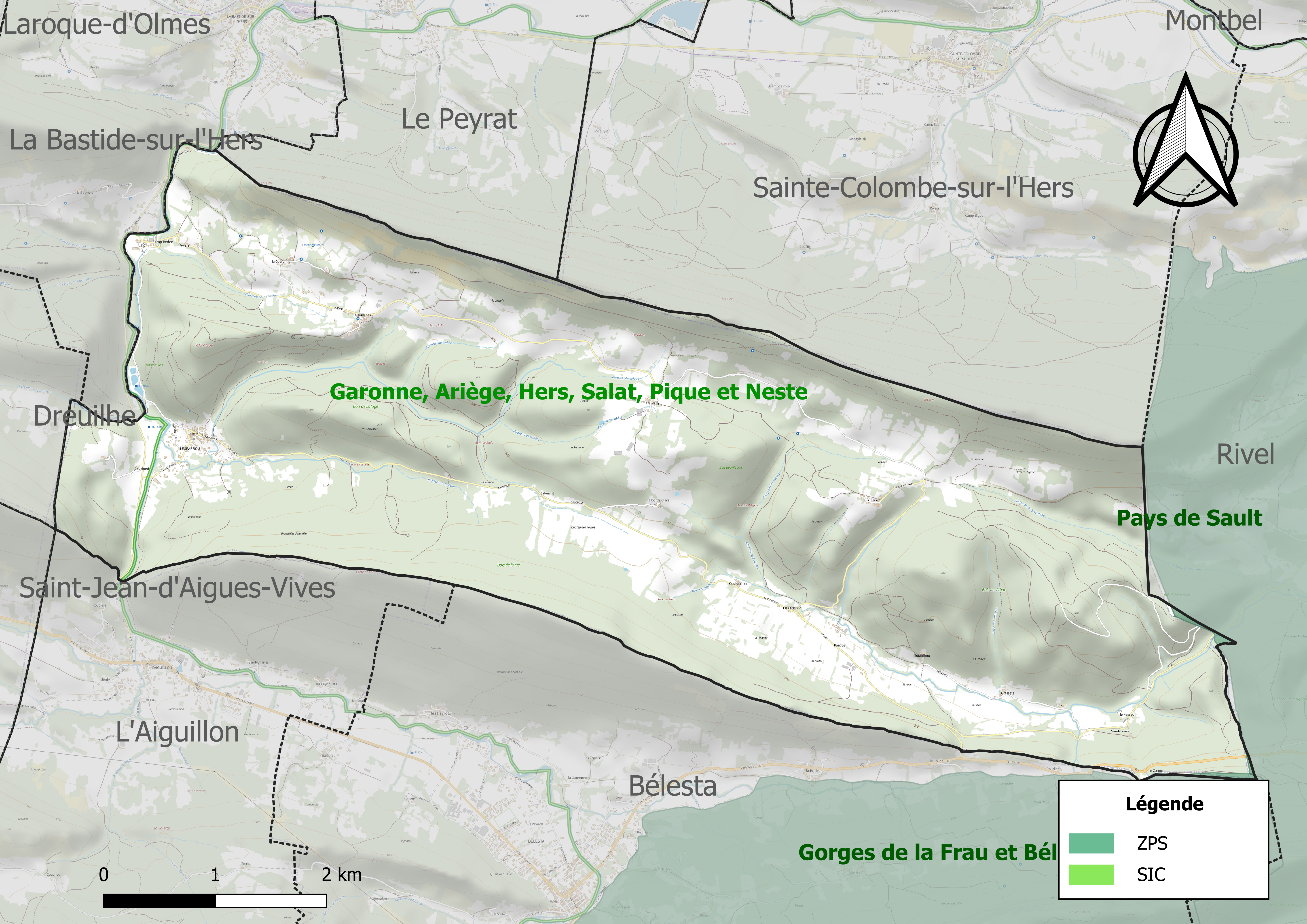
Site Natura 2000 sur le territoire communal.

Le réseau Natura 2000 est un réseau écologique européen de sites naturels d'intérêt écologique élaboré à partir des directives habitats et oiseaux, constitué de zones spéciales de conservation (ZSC) et de zones de protection spéciale (ZPS).
Un site Natura 2000 a été défini sur la commune au titre de la directive habitats : « Garonne, Ariège, Hers, Salat, Pique et Neste », d'une superficie de 9 581 ha, un réseau hydrographique pour les poissons migrateurs, avec des zones de frayères actives et potentielles importantes pour le Saumon en particulier qui fait l'objet d'alevinages réguliers et dont des adultes atteignent déjà Foix sur l'Ariège.

#### Zones naturelles d'intérêt écologique, faunistique et floristique
L’inventaire des zones naturelles d'intérêt écologique, faunistique et floristique (ZNIEFF) a pour objectif de réaliser une couverture des zones les plus intéressantes sur le plan écologique, essentiellement dans la perspective d’améliorer la connaissance du patrimoine naturel national et de fournir aux différents décideurs un outil d’aide à la prise en compte de l’environnement dans l’aménagement du territoire.
Trois ZNIEFF de type 1 sont recensées sur la commune :
- le « bois de Pechtignous » (327 ha), couvrant 3 communes dont 2 dans l'Ariège et 1 dans l'Aude[31] ;
- le « cours de l'Hers » (891 ha), couvrant 41 communes dont 32 dans l'Ariège, 7 dans l'Aude et 2 dans la Haute-Garonne[32],
- « le Plantaurel oriental » (3 272 ha), couvrant 11 communes dont 9 dans l'Ariège et 2 dans l'Aude[33] ;

et trois ZNIEFF de type 2, : 
- le « Grand plateau de Sault » (17 962 ha), couvrant 21 communes dont 3 dans l'Ariège et 18 dans l'Aude[34] ;
- « le Plantaurel » (42 116 ha), couvrant 72 communes dont 68 dans l'Ariège, 2 dans l'Aude et 2 dans la Haute-Garonne[35] ;
- « l'Hers et ripisylves » (1 417 ha), couvrant 41 communes dont 32 dans l'Ariège, 7 dans l'Aude et 2 dans la Haute-Garonne[36].

Carte des ZNIEFF de type 1 et 2 à Lesparrou.
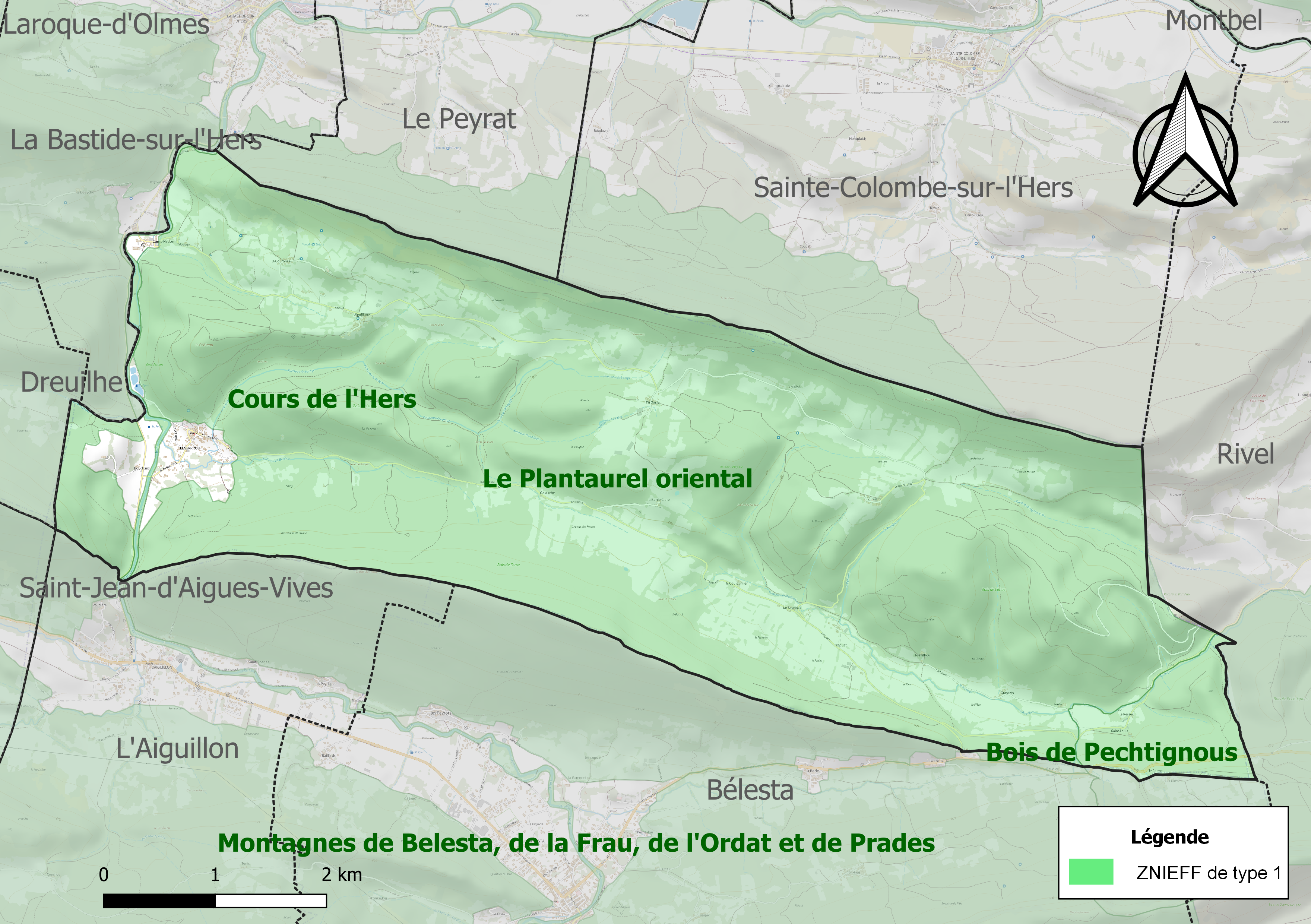
Carte des ZNIEFF de type 1 sur la commune.
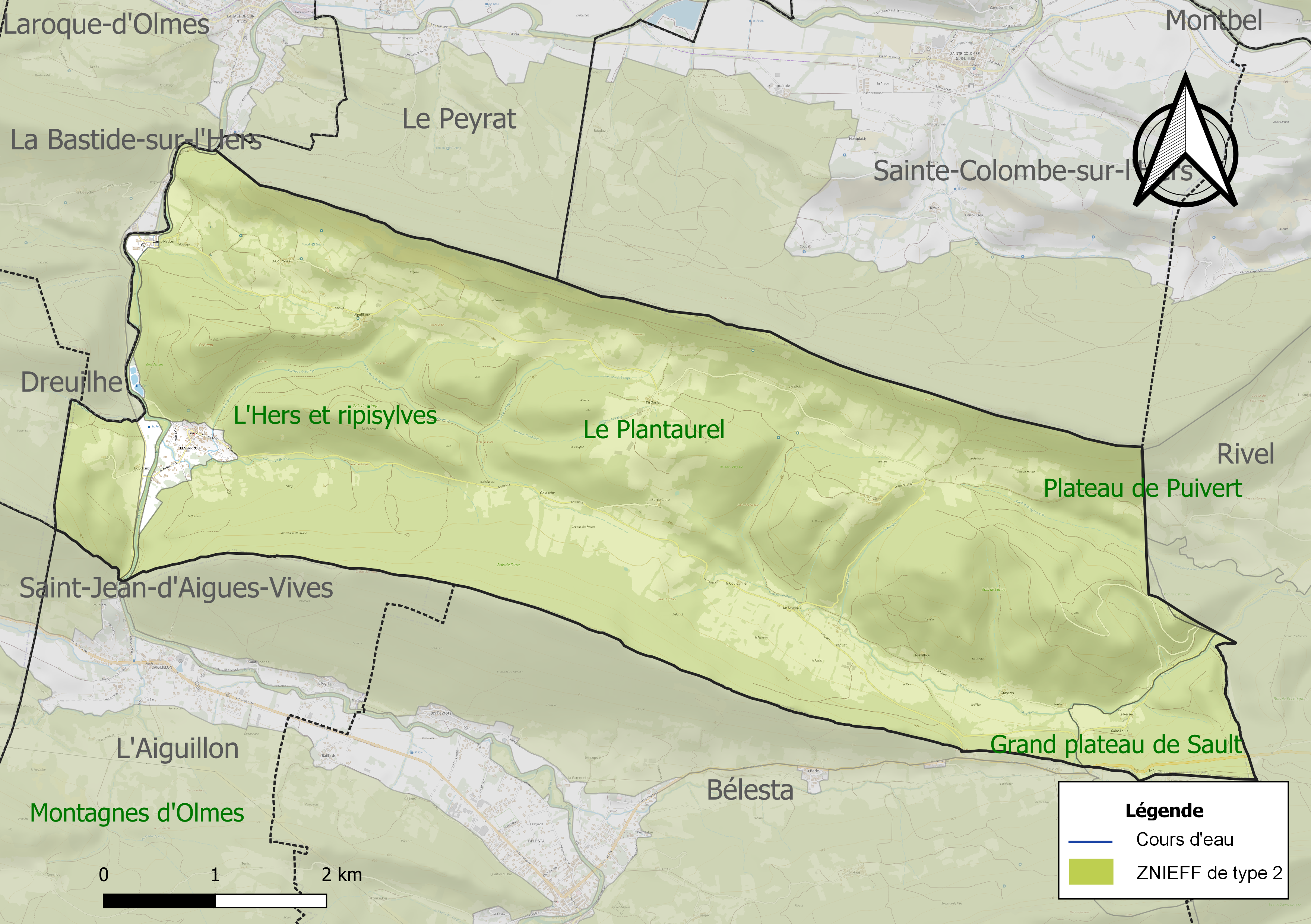
Carte des ZNIEFF de type 2 sur la commune.

## Urbanisme

### Typologie
Au 1er janvier 2024, Lesparrou est catégorisée commune rurale à habitat très dispersé, selon la nouvelle grille communale de densité à 7 niveaux définie par l'Insee en 2022.
Elle est située hors unité urbaine. Par ailleurs la commune fait partie de l'aire d'attraction de Lavelanet, dont elle est une commune de la couronne,. Cette aire, qui regroupe 28 communes, est catégorisée dans les aires de moins de 50 000 habitants,.

### Occupation des sols

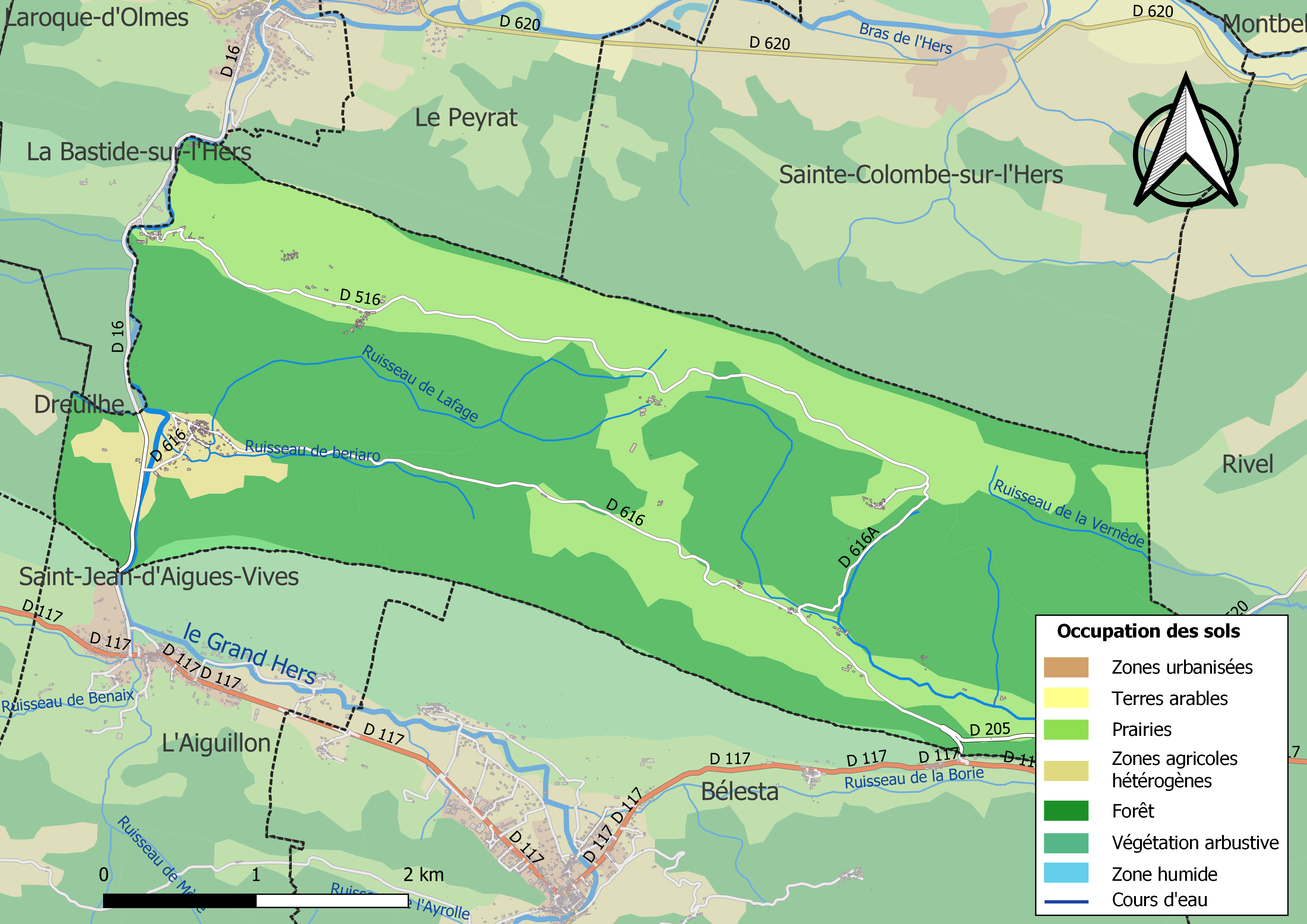
Carte des infrastructures et de l'occupation des sols de la commune en 2018 (CLC).

L'occupation des sols de la commune, telle qu'elle ressort de la base de données européenne d’occupation biophysique des sols Corine Land Cover (CLC), est marquée par l'importance des forêts et milieux semi-naturels (66,5 % en 2018), une proportion identique à celle de 1990 (66,5 %). La répartition détaillée en 2018 est la suivante : 
forêts (66,5 %), prairies (30,3 %), zones agricoles hétérogènes (3,2 %). L'évolution de l’occupation des sols de la commune et de ses infrastructures peut être observée sur les différentes représentations cartographiques du territoire : la carte de Cassini (XVIIIe siècle), la carte d'état-major (1820-1866) et les cartes ou photos aériennes de l'IGN pour la période actuelle (1950 à aujourd'hui).

### Hameaux
Le village est composé de six hameaux: Lesparrou, Campredon, Aiguillanes, Engauly, la Couronne et Vilhac.

### Habitat et logement
En 2018, le nombre total de logements dans la commune était de 184, alors qu'il était de 178 en 2013 et de 166 en 2008.
Parmi ces logements, 65,2 % étaient des résidences principales, 22,8 % des résidences secondaires et 12 % des logements vacants. Ces logements étaient pour 96,2 % d'entre eux des maisons individuelles et pour 3,8 % des appartements.
Le tableau ci-dessous présente la typologie des logements à Lesparrou en 2018 en comparaison avec celle de l'Ariège et de la France entière. Une caractéristique marquante du parc de logements est ainsi une proportion de résidences secondaires et logements occasionnels (22,8 %) inférieure à celle du département (24,6 %) mais supérieure à celle de la France entière (9,7 %). Concernant le statut d'occupation de ces logements, 85 % des habitants de la commune sont propriétaires de leur logement (82,9 % en 2013), contre 66,3 % pour l'Ariège et 57,5 % pour la France entière.
| Typologie                                               | Lesparrou | Ariège | France entière |
| ------------------------------------------------------- | --------- | ------ | -------------- |
| Résidences principales (en %)                           | 65,2      | 65,7   | 82,1           |
| Résidences secondaires et logements occasionnels (en %) | 22,8      | 24,6   | 9,7            |
| Logements vacants (en %)                                | 12        | 9,7    | 8,2            |

### Risques majeurs
Le territoire de la commune de Lesparrou est vulnérable à différents aléas naturels : inondations, climatiques (grand froid ou canicule), feux de forêts, mouvements de terrains et séisme (sismicité modérée). Il est également exposé à un risque technologique,  le transport de matières dangereuses,.

#### Risques naturels

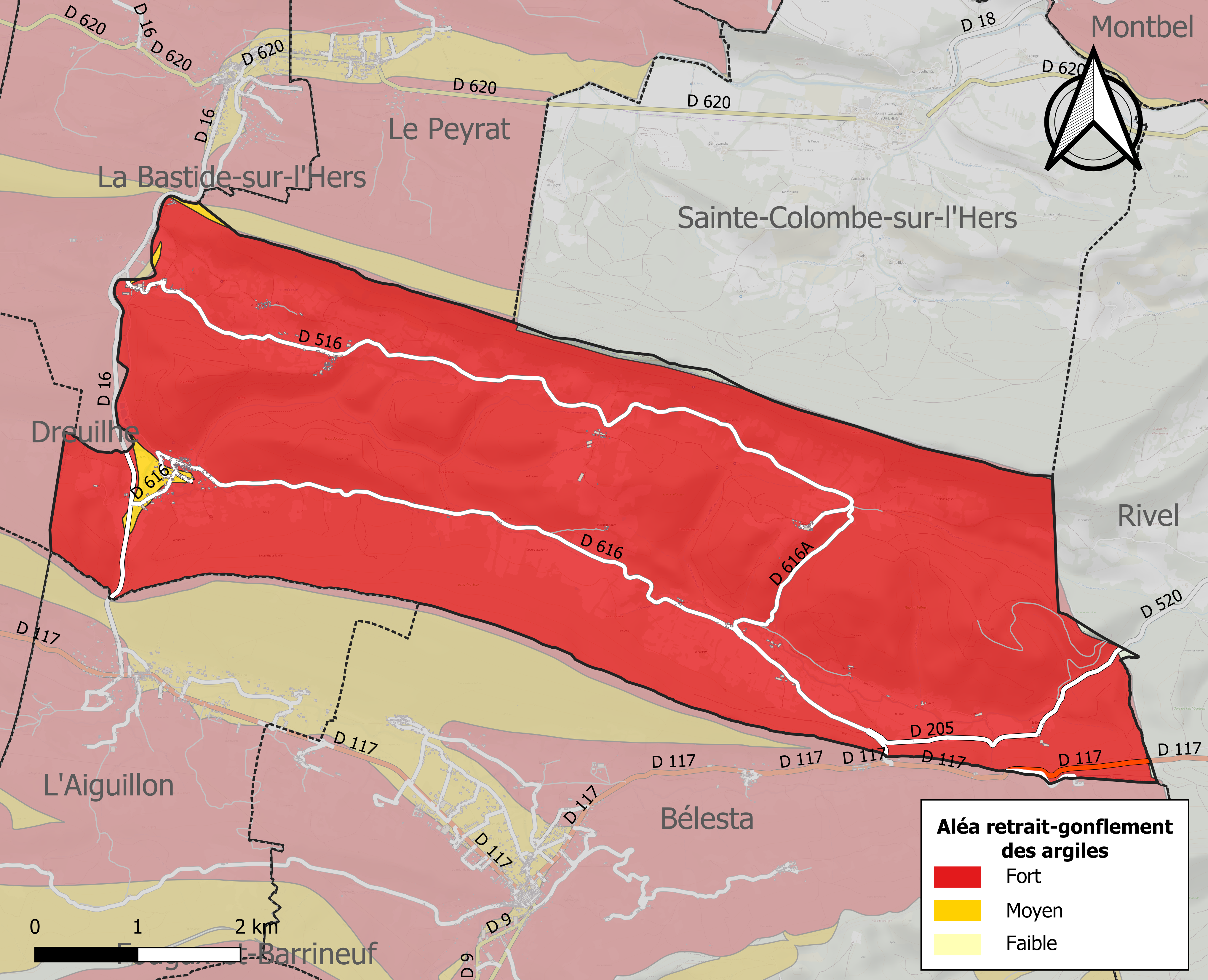
Zonage de l'aléa retrait-gonflement des argiles sur la commune de Lesparrou.

Certaines parties du territoire communal sont susceptibles d’être affectées par le risque d’inondation par débordement, crue torrentielle d'un cours d'eau, l'Hers-Vif, ou ruissellement d'un versant. L’épisode de crue le plus marquant dans le département reste sans doute celui de 1875. Parmi les inondations marquantes plus récentes concernant l'Hers figure la crue torrentielle de 2014 de l'Hers amont impactant en particulier le village de Lassur.
Les mouvements de terrains susceptibles de se produire sur la commune sont soit des chutes de blocs, soit des glissements de terrains, soit des mouvements liés au retrait-gonflement des argiles. Près de 50 % de la superficie du département est concernée par l'aléa retrait-gonflement des argiles, dont la commune de Lesparrou. L'inventaire national des cavités souterraines permet par ailleurs de localiser celles situées sur la commune.
Ces risques naturels sont pris en compte dans l'aménagement du territoire de la commune par le biais d'un plan de prévention des risques (PPR) inondation et mouvement de terrain approuvé le 5 novembre 2010.

#### Risques technologiques
Le risque de transport de matières dangereuses par une infrastructure routière ou ferroviaire ou par une canalisation de transport de gaz concerne la commune. Un accident se produisant sur une telle infrastructure est en effet susceptible d’avoir des effets graves au bâti ou aux personnes jusqu’à 350 m, selon la nature du matériau transporté. Des dispositions d’urbanisme peuvent être préconisées en conséquence.

## Toponymie
L'ancien nom du village est Vilhac-Aiguillanes, devenu Lesparrou à la suite du décret du 14 octobre 1915.
Écrit avec l'apostrophe, « l'Esparrou » se rapproche du mot occitan « l'espérou », qui désigne un éperon. En effet, au sud du village se trouvent l'éperon de Larse et celui de Teilhol.

## Héraldique
| Lesparrou | Son blasonnement est : D'azur à trois billettes d'or rangées en pal. |

## Politique et administration

### Découpage territorial
La commune de Lesparrou est membre de la communauté de communes du Pays d'Olmes, un établissement public de coopération intercommunale (EPCI) à fiscalité propre créé le 26 décembre 1995 dont le siège est à Lavelanet. Ce dernier est par ailleurs membre d'autres groupements intercommunaux.
Sur le plan administratif, elle est rattachée à l'arrondissement de Pamiers, au département de l'Ariège, en tant que circonscription administrative de l'État, et à la région Occitanie.
Sur le plan électoral, elle dépend du canton du Pays d'Olmes pour l'élection des conseillers départementaux, depuis le redécoupage cantonal de 2014 entré en vigueur en 2015, et de la première circonscription de l'Ariège  pour les élections législatives, depuis le redécoupage électoral de 1986.

## Démographie
L'évolution du nombre d'habitants est connue à travers les recensements de la population effectués dans la commune depuis 1800. Pour les communes de moins de 10 000 habitants, une enquête de recensement portant sur toute la population est réalisée tous les cinq ans, les populations de référence des années intermédiaires étant quant à elles estimées par interpolation ou extrapolation. Pour la commune, le premier recensement exhaustif entrant dans le cadre du nouveau dispositif a été réalisé en 2008.

En 2022, la commune comptait 233 habitants, en évolution de +0,43 % par rapport à 2016 (Ariège : +1,48 %, France hors Mayotte : +2,11 %).
| 1800 | 1806 | 1821 | 1831 | 1836 | 1841 | 1846 | 1851 | 1856 |
| ---- | ---- | ---- | ---- | ---- | ---- | ---- | ---- | ---- |
| 645  | 671  | 635  | 719  | 712  | 763  | 746  | 703  | 702  |

| 1861 | 1866 | 1872 | 1876 | 1881 | 1886 | 1891 | 1896 | 1901 |
| ---- | ---- | ---- | ---- | ---- | ---- | ---- | ---- | ---- |
| 713  | 698  | 639  | 619  | 620  | 634  | 683  | 600  | 584  |

| 1906 | 1911 | 1921 | 1926 | 1931 | 1936 | 1946 | 1954 | 1962 |
| ---- | ---- | ---- | ---- | ---- | ---- | ---- | ---- | ---- |
| 603  | 611  | 573  | 593  | 599  | 552  | 486  | 522  | 458  |

| 1968 | 1975 | 1982 | 1990 | 1999 | 2006 | 2008 | 2013 | 2018 |
| ---- | ---- | ---- | ---- | ---- | ---- | ---- | ---- | ---- |
| 387  | 366  | 291  | 290  | 265  | 248  | 243  | 233  | 233  |

| 2022 | - | - | - | - | - | - | - | - |
| ---- | - | - | - | - | - | - | - | - |
| 233  | - | - | - | - | - | - | - | - |

## Économie

### Revenus
En 2018, la commune compte 108 ménages fiscaux, regroupant 212 personnes. La médiane du revenu disponible par unité de consommation est de 19 050 € (19 820 € dans le département).

### Emploi
| Division       | 2008  | 2013   | 2018   |
| -------------- | ----- | ------ | ------ |
| Commune        | 6,4 % | 5,6 %  | 8,8 %  |
| Département    | 8,9 % | 11,1 % | 11,2 % |
| France entière | 8,3 % | 10 %   | 10 %   |

En 2018, la population âgée de 15 à 64 ans s'élève à 125 personnes, parmi lesquelles on compte 70,4 % d'actifs (61,6 % ayant un emploi et 8,8 % de chômeurs) et 29,6 % d'inactifs,. Depuis 2008, le taux de chômage communal (au sens du recensement) des 15-64 ans est inférieur à celui de la France et du département.
La commune fait partie de la couronne de l'aire d'attraction de Lavelanet, du fait qu'au moins 15 % des actifs travaillent dans le pôle,. Elle compte 25 emplois en 2018, contre 26 en 2013 et 22 en 2008. Le nombre d'actifs ayant un emploi résidant dans la commune est de 77, soit un indicateur de concentration d'emploi de 32,4 % et un taux d'activité parmi les 15 ans ou plus de 41,1 %.
Sur ces 77 actifs de 15 ans ou plus ayant un emploi, 20 travaillent dans la commune, soit 26 % des habitants. Pour se rendre au travail, 84,4 % des habitants utilisent un véhicule personnel ou de fonction à quatre roues, 1,3 % les transports en commun, 10,4 % s'y rendent en deux-roues, à vélo ou à pied et 3,9 % n'ont pas besoin de transport (travail au domicile).

### Activités hors agriculture
20 établissements sont implantés  à Lesparrou au 31 décembre 2019.
Le secteur de l'industrie manufacturière, des industries extractives et autres est prépondérant sur la commune puisqu'il représente 35 % du nombre total d'établissements de la commune (7 sur les 20 entreprises implantées  à Lesparrou), contre 12,9 % au niveau départemental.
« Les papillons d’Amarante » est une serre pour la découverte de 35 à 60 espèces de papillons, au col del Teil - Le Ressec. Ce parc a néanmoins fermé à l'issue de la saison estivale 2018.
Le hameau de Camp Redon, au nord du bourg de Lesparrou, s'est développé en lien avec les activités artisanales et industrielles (forge, usines de peigne en corne).

### Agriculture
|                                   | 1988 | 2000 | 2010 |
| --------------------------------- | ---- | ---- | ---- |
| Exploitations                     | 14   | 9    | 7    |
| Superficie agricole utilisée (ha) | 395  | 376  | 358  |

La commune fait partie de la petite région agricole dénommée « Région sous-pyrénéenne ». En 2010, l'orientation technico-économique de l'agriculture  sur la commune est l'élevage de bovins pour la viande. Sept exploitations agricoles ayant leur siège dans la commune sont dénombrées lors du recensement agricole de 2010 (douze en 1988). La superficie agricole utilisée est de 358 ha.

## Culture locale et patrimoine
- Église Saint-Martin de Vilhac de Lesparrou, à Vilhac, néo-gothique, restaurée au XXe siècle grâce à un don d'une fidèle.
- Église Saint-Jean-Baptiste de Lesparrou.
- Chapelle Saint-Martial de la Couronne.
- Dolmen d'Engauly.

### La mairie
Jusqu'en 1927, une petite pièce contiguë à la salle de classe faisait office de mairie. L'instituteur, M. Courdil, qui a enseigné à Lesparrou de 1906 à 1929, était secrétaire de mairie. À la suite d'un différend survenu entre le secrétaire et le maire, M. Azéma, la mairie fut transférée à la Yéro d'Abail dans un immeuble loué à Joséphine Verniolle dite « la Fine ». En 1930, la municipalité achète à Richou Albert un immeuble afin d'y installer la mairie pour 9000 francs. Cette dépense a nécessité un emprunt auprès des particuliers, remboursables en trois annuités. En 1985, la municipalité a acheté à Henri Delpech l'immeuble jouxtant la mairie. Ce bâtiment appartenait à Mme Delpech.

## Pour approfondir